# Рік Беррі
Рік Беррі (англ. Rick Berry; нар. 2 червня 1953) — сучасний американський художник-експресіоніст, який живе в районі Бостона. Беррі створює мистецтво для галерей, ілюстрації та картини для театральних вистав. Твори Беррі з'являлися в багатьох книгах наукової фантастики, фентезі та коміксів, у тому числі «Пісочна людина» Ніла Ґеймана, картки Magic: The Gathering та романи Стівена Кінга. У 1985 році Беррі створив першу в світі обкладинку книги Вільяма Ґібсона «Нейромант», намальовану цифровим малюнком. Беррі також писав під іменами Сем Рейкленд, Р. Р. Беррі, Річ Беррі, Річард Беррі та О. Беррі.

## Раннє життя
Рік народився в Сан-Бернардіно, штат Каліфорнія, в 1953 році. Його батько, пілот винищувача ВПС, часто перебував у Китаї. Будинок дитинства Беррі був населений азійським мистецтвом, яке зачарувало Беррі і згодом потрапило в його роботи.
У молодості Рік часто переїжджав, залишив друзів, домівки та спільноти, але ніколи не полишав мистецтво. Самоучка, малювання було постійним у його житті. Він навчався з коміксів, обкладинок книг і всього, що було доступно на вулицях. У 17 років, живучи в Колорадо, Беррі залишив школу та дім, подорожуючи по країні автостопом. Його мистецька кар'єра почалася приблизно в той час у андеграундних коміксах, будучи членом-засновником Everyman Studios у Колорадо. Його першою замовленою картиною для книжкової індустрії була обкладинка до «Двадцяти тисяч льє під водою» Жуля Верна, опублікованої Саймоном і Шустером у 1978 році

## Раннє комп'ютерне мистецтво
Новатор у нових медіа на початку 1980-х років, Беррі приписують першу цифрову розмальовану обкладинку книги, у своїй обкладинці кіберпанк-роману «Нейромант» Вільяма Ґібсона. Опублікована в 1985 році, ця обкладинка була замовлена, коли стало зрозуміло, що «Нейромант» забере нагороди після першої публікації в 1984 році і залишалася обкладинкою роману протягом майже двох десятиліть. Беррі створив картину за допомогою хакерів з Machine Architectural Group MIT.
Як і Вільям Гібсон, Беррі придбав свій перший комп'ютер за кошти Neuromancer. Він негайно почав експериментувати з нею як з новаторським новим творчим інструментом, який не імітував техніки традиційних медіа.
Беррі знову працював з Вільямом Ґібсоном і режисером Робертом Лонго над фільмом SonyPictures «Джонні-Мнемонік». Команда Ріка Беррі, Даррела Андерсона та Джина Бодіо використала найсучасніші технічні досягнення, щоб розробити та створити кульмінацію кіберпростору CGI — послідовність, відзначену нагородами, представлену в ревю анімації SIGGRAPH, 1996. Беррі також був дублером Кіану Рівза в кіберпросторі у фільмі «Джонні Мнемонік».

## Співпраця в Італії
У 2010 році Рік Беррі та його постійний партнер Філ Гейл були об'єктами музейної виставки «Паралельні еволюції» в Центрі сучасного мистецтва Лукка, Італія. « …два художники, які символізують текучу, мінливу природу сучасного мистецтва» — казали про них співкуратори Козімо Лоренцо Панчіні та Емануеле В'єтіна. Виставка збіглася з щорічним Фестивалем коміксів та ігор у Лукці, який залучив 140 000 відвідувачів. Беррі та Хейл були почесними гостями цього фестивалю двічі, у 1998 році та знову у 2010 році.
«Паралельні еволюції» завершилися спеціальною мистецькою подією — співпраця Беррі та Гейла перед переповненою аудиторією в музеї. Ці картини продали під час фестивалю на благодійному аукціоні для місцевої дитячої лікарні. Десятиліттям раніше Беррі розробив веб-сайт фестивалю для живих спільних виступів, де вперше працюють міжнародні художники.
Беррі вперше познайомився з Гейлом, коли Філ звернувся до Беррі, будучи підлітком, зацікавленим у навчанні мистецтву, і вони продовжують співпрацю протягом усього життя. На початку 1990-х художник Джеффрі Кетрін Джонс сказав про Беррі та Гейла у коментарі про книжку «Подвійна пам'ять»: «Це чудово… що якимось чином із „розривів несподіваного всесвіту“ двоє найкреативніших художників і найкращих креслярів, яких я будь-коли побачене має зустрітися в потрібний час».

## Зв'язок з університетом Тафтса
Беррі було доручено створити кілька персональних виставок в Університеті Тафтса для їх Інституту глобального лідерства. Приклади тем, які досліджував Беррі, включають торгівлю людьми, вирішення конфліктів через обмежені ресурси, політику страху та поступову глобалізацію Китаю. Протягом 2005-06 Беррі був практикуючим лікарем у програмі Tufts INSPIRE. Про роботи, створені для цих міжнародних симпозіумів, Рік зазначає: «Ці картини слугують медитацією над подіями, надто приголомшливими для споглядання. Бачачи за допомогою мистецтва, стає можливим рухатися до розглянутих проблем, а не тікати від них».

## Опера і театр
Беррі запросили взяти участь у першій резиденції візуального мистецтва, запропонованій Opera Boston, компанією, відомою інноваційним вибором репертуару. Двосезонна співпраця здавалася природним партнерством, щойно вона почалася з сюрреалістичної опери Шостаковича «Ніс» (опера). «Рік Беррі… був присутній на репетиціях» (BostonMetro, 27 лютого 2009 р.), де він робив ескізи виконавців у темряві. Повернувшись у студію, Беррі відкладав ці невеликі ескізи й без фотографій чи моделей покладався на свій унікальний процес відкриття фарби та пам'ять, щоб розробити великомасштабні роботи для виставок у галереях. Беррі привніс цю техніку в живий театр у своїй співпраці з Амандою Палмер і American Repertory Theatre у 2010 році.

### Аманда Палмер ікабаре
У 2010 році Аманда Палмер запросила Беррі взяти участь у її майбутній постановці «Кабаре» в Американському репертуарному театрі в Кембриджі, штат Массачусетс. Він знову застосував свій процес швидкого малювання тушшю під час репетицій, згодом створюючи великі експресивні картини маслом як частину декорацій кафе-театру. Під впливом інтенсивності сюжету, виконавців і руху Буто в цій постановці Беррі створив роботи, які були «схожі на образи привидів, спроектованих на дим і попіл. Тільки в той момент, коли ви думаєте, що їх розгадали, вони мерехтять і розмиваються раніше твої очі». За картину «Відсутнім друзям» із цієї серії Беррі був нагороджений срібною медаллю від Товариства ілюстраторів.
Наступна співпраця Беррі з Амандою Палмер була одним із кількох художників, відібраних для створення образів під впливом її нових пісень. Дві картини Беррі включено до її галереї світового туру 2012—2013 років та арт-книги.

## Окремі персональні та групові виставки
- Аманда Палмер і Grand Theft Orchestra — Міжнародний річний тур із записами пісні з виставками поп-ап-арту, 2013
- Том II: Меланхолія — Галерея останніх обрядів, Нью-Йорк, жовтень 2013 р
- Спина до спини — Галерея Слоун Меррілл, Бостон, квітень 2013 р
- Рік Беррі; Галерея Sloane Merrill, Бостон, жовтень 2013 р
- Рік Беррі; Бачити в темряві — Галерея 360, Північно-східний університет, Бостон, Массачусетс, січень–березень 2011 р.
- Зрозуміло.; Рік Беррі та Деймон Лерер — Галерея Вільяма Скотта Бостон, Массачусетс, вересень 2011 р.* Галерея Sur-Realism Arcadia, Нью-Йорк, Нью-Йорк, липень 2012 р.
- Перевертні: Мистецтво Ріка Беррі та Венесси Лемен — бібліотечна галерея Енсінітас, Каліфорнія, липень 2012 р.
- Нескінченні роздуми: 20 років «Пісочній людині» Ніла Ґеймана . — GalleryNucleus, Альгамбра, Каліфорнія
- Нафта і вода: Рік Беррі — Інститут глобального лідерства Тафтса, Зал прапорів, Школа уряду Флетчера, Університет Тафтса, Медфорд, Массачусетс, лютий 2005 р.
- Мають і не мають — Галерея образотворчого мистецтва Varnish San Francisco, Каліфорнія, квітень 2012 р
- Багато — 13 Лісова галерея Арлінгтон, Массачусетс, листопад 2011 р
- Національні діячі — Галерея Вільяма Скотта, Бостон, Массачусетс, жовтень 2011 р
- Бачити в темряві: розпізнавання образів — виставкова галерея Sharon Arts, Пітерборо, штат Нью-Гемпшир, серпень 2009 р.
- Дизайнерські істоти: анатомія присутності — безкоштовна бібліотека Ньютона, Ньютон, Массачусетс, жовтень 2007 р.
- Глобалізація та Китай: складні культурні межі — Інститут глобального лідерства Тафтса, лютий 2001 р.,
- Глобальна злочинність, корупція та підзвітність — Інститут глобального лідерства Тафтса, Університет Тафтса, Медфорд, Массачусетс, лютий 1998 р.

## Вибрані нагороди
У 2010 році Беррі отримав срібну медаль від Товариства ілюстраторів за свої картини зі зйомок «Кабаре» Аманди Палмер. Він також був обраний Артуром Діоном з галереї NAGA Boston у 2009 році для нагороди «Вибір журі» Кембриджської мистецької асоціації, виставка «Точка зору».
Беррі був двічі номінований на Всесвітню премія фентезі, у 1994 та 1998 роках. Його п'ять разів номінували на премію Chesley Awards і двічі перемагали: у 2000 році за «Артеміду» та в 2005 році (розділивши нагороду з двома іншими художниками) за обкладинку роману Джудіт Тарр «Королева амазонок». Він отримав золоту медаль від «Спектрум: Найкраще в сучасному фантастичному мистецтві» у 1997 році за свою роботу «Зимова німота» і тричі вигравав срібну медаль від «Спектрум». У 1998 році він отримав золоту пластину від Lucca Comics & Games Festival і в 2005 році нагороду Міжнародної гільдії жахів.

## Книги
- Подвійна пам'ять: мистецтво та співпраця Ріка Беррі та Філа Хейла, Grant Books, 1993

«… У спотворених дослідженнях фігур є відгомони жахливих портретів Френсіса Бекона, а в похмурих фантазіях — Макса Ернста та Рене Магрітта… Проте, зрештою, темне, лякаюче бачення Беррі та Хейла є виключно їхнім власним… переконливим». — Publishers Weekly 1993.
- Sparrow, том 6: Рік Беррі, IDW Publishing, 2008